# Вардим (остров)
Вижте пояснителната страница за други значения на Вардим.
Вàрдим е български дунавски остров в Област Велико Търново, Община Свищов, трети по големина след Белене и Козлодуй. На него расте специфичен воднолюбив екотип на летния дъб (вардимски дъб) и гнездят много птици, вкл. 21 защитени в България вида. Включен е в Националния план за опазване на най-значимите влажни зони и в Световния план на влажните зони. Южно от острова на българския бряг, в източната част на село Вардим се намира най-южната точка по течението на река Дунав.
Островът е разположен на 300 м северно от село Вардим, между 542 и 546,4 км на реката. Площта му е 4,9 км², дължина 4,6 км, ширина 1,6 км. Издига се на 15 м над реката, като максималната му височина от 30 м се намира в североизточната му част. Пониженията са заблатени. Изграден е от речни наноси. Част от острова се залива при пролетните пълноводия и образува гора от заливен тип. В източната и западната части (нагоре и надолу по течението) се появяват пясъчни коси. Поради временния им характер, на тях не успява да се развие растителност. Има алувиални и алувиално-ливадни почви.
На острова освен вардимски дъб се срещат дръжкоцветен дъб и бял бряст с подлес от черна акация. Разпространени са още бяла върба, бяла и черна топола, блатно кокиче, дяволски орех, горска лоза
Според Българското дружество за защита на птиците, островът е едно от петте най-важни места в България за гнездене на голям корморан, нощна чапла и лопатарка и това го прави международно значим от орнитологична гледна точка. От общо 75 вида птици на острова, 31 са посочени с европейско природозащитно значение – 2 в категория SPEC1, 11 в SPEC2 и 18 в SPEC3. Освен тях напоследък се среща морски орел, а до 1985 г. са наблюдавани малък корморан, гривеста чапла и блестящ ибис.
За защита на естествените насаждения от вардимски дъб и големите колонии от водоплаващи птици, местността „Старият дъб“ е обявена за резерват със заповед № 575 от 5 март 1971 г. на Министерството на горите и горската промишленост. Резерватът е с площ 71,8 ха, от които 64,6 ха залесена и 7,2 ха незалесена площ. Със заповед № 939 от 22 юли 1988 г. на Комитета за опазване на природната среда при МС е прекатегоризиран в защитена местност с площ 98,7 ха.